# 褚秀之
褚秀之（378年—424年），字長倩，河南陽翟（今河南禹縣）人。東晉外戚，晉恭思皇后褚靈媛長兄，東晉征北將軍褚裒曾孫。褚秀之在南朝宋官至太常。

## 生平
褚秀之曾任妹夫大司馬、琅邪王司馬德文的從事中郎，歷任黃門侍郎、劉裕的鎮軍長史、侍中、大司馬右司馬等職，司馬德文即位為帝後轉祠部尚書、本州大中正。當時劉裕掌權，褚秀之、褚淡之及褚裕之兄弟雖然身為外戚，但卻盡心為劉裕服務，司馬德文每次生了男孩都會被他們兄弟借機會殺掉。劉裕篡晉建宋，褚秀之就改任太常。
元嘉元年（424年）去世，享年四十七歲。

## 子女
- 褚儁之。[2]
- 褚湛之，先後娶劉裕七女始安公主及五女吳郡公主，官至尚書左僕射。
- 褚貞之。[2]
- 褚法顯，鄱陽太守。[2]
- 褚氏，嫁江湛。[3]

## 延伸阅读
[在维基数据编辑]
 《宋書·卷52》，出自沈约《宋书》